# International Emergency Economic Powers Act
L'International Emergency Economic Powers Act (IEEPA), Titre II de Pub.L. 95-223, 91 Stat. 1626, promulgué le 28 octobre 1977, est une loi fédérale américaine autorisant le Président à réglementer le commerce après avoir déclaré une situation d'urgence nationale en réponse à une menace inhabituelle et extraordinaire pour les États-Unis et de source étrangère.
Elle permet de restreindre le commerce avec certains pays et forme la base de nombreuses autres réglementations.
Le 28 mai 2025, un tribunal fédéral composé d'un panel de trois juges du tribunal de commerce international des États-Unis considère que cette loi ne permet pas d’appliquer une politique de droits de douane de sanction. Des conseillers du gouvernement Trump émettent des avis critiques sur cette décision de juges majoritairement choisis par le parti républicain suspendant le Liberation Day s'appuyant sur cette loi.